# 玉海街道
玉海街道是中华人民共和国浙江省温州市瑞安市下辖的一个街道办事处。

## 行政区划
玉海街道下辖以下村级行政区划单位：
滨江社区、殿巷社区、望江社区、沿江社区、东镇社区、宾阳门社区、永胜门社区、水心社区、忠义街社区和镇海门社区。